# Ophiogomphus reductus
Ophiogomphus reductus – gatunek ważki z rodziny gadziogłówkowatych (Gomphidae). Występuje w niższych partiach Tienszanu, Hindukuszu i Pamiru oraz na przyległych równinach. Stwierdzony na terenie następujących krajów: Afganistan, Chiny, Indie, Kazachstan, Kirgistan, Mongolia, Pakistan, Tadżykistan, Turkmenistan i Uzbekistan; przed 1887 rokiem odłowiono okaz we wschodniej Turcji, jednak nie wiadomo, czy gatunek nadal tam występuje.